# Peter Jungschläger
Peter Jungschläger (Voorburg, 22 maggio 1984) è un ex calciatore olandese, di ruolo centrocampista.

## Carriera
Ha giocato nella prima divisione olandese.

## Palmarès

### Club

#### Competizioni nazionali
- Eerste Divisie: 1

De Graafschap: 2009-2010